# Стельмах Михайло Андрійович
Михайло Андрійович Стельмах (29 квітня 1966, Золочів, Львівська область, УРСР — 13 січня 2025) — радянський футболіст і український футбольний тренер.
Вихованець ОШІСП (Львів). Кар'єру гравця розпочав у команді «Динамо» (Ірпінь), в 1988 році перейшов в «Динамо» (Київ). У вищій лізі чемпіонату СРСР дебютував у 1988 році. Загалом за киян зіграв 12 ігор. Далі деякий час виступав у «Галичині» (Дрогобич) і донецькому «Шахтарі».
У сезоні 1991/1992 підсилив склад команди «Спартак» (Суботіца). Улітку 1992 року повернувся в Україну, де захищав кольори команд «Карпати» (Львів), «Евіс» (Миколаїв), ФК «Бориспіль», «ЦСКА -Борисфен» (Київ) і «Ворскла» (Полтава). У 1998 році завершив ігрову кар'єру в дублі київського ЦСКА.
З 2000 року працював у тренерському штабі ЦСКА (Київ). З 2005 року — у штабі ФК «Харків». У цій команді працював з дня її заснування. У листопаді 2006-го виконував обов'язки головного тренера, а з липня 2008-го по 18 квітня 2010 роки тренував харківський клуб вже без приставки «в. о.».
Від січня 2014 року — головний тренер основної команди ФК «Діназ». З клубом завоював кубок Київщини, але на початку 2016 був звільнений у зв'язку із переорієнтуванням кадрової політики клубу, який зробив ставку на своїх вихованців.
У вересні 2024 року призначений на посаду асистента головного тренера команди «Скала 1911» (Стрий).